# Гамма Волопаса
Гамма Волопаса (лат. γ Boötis), 27 Волопаса (лат. 27 Boötis), HD 127762 — тройная звезда в созвездии Волопаса на расстоянии приблизительно 87,2 световых лет (около 26,7 парсеков) от Солнца. Возраст звезды определён как около 858 млн лет.

## Характеристики
Первый компонент (WDS J14321+3818Aa) — белая пульсирующая переменная звезда типа Дельты Щита (DSCTC) спектрального класса A7III, или A7IV, или A5V, или F0. Видимая звёздная величина звезды — от +3,07m до +3,02m. Масса — около 2,235 солнечных, радиус — около 5,16 солнечных, светимость — около 37,202 солнечных. Эффективная температура — около 6274 K.
Второй компонент (WDS J14321+3818Ab). Удалён на 0,1 угловой секунды.
Третий компонент (WDS J14321+3818B). Видимая звёздная величина звезды — +12,7m. Удалён на 33,4 угловых секунды.

## Планетная система
В 2019 году учёными, анализирующими данные проектов HIPPARCOS и Gaia, у звезды обнаружена планета.